# Гришино (Себежский район)
Гришино — деревня в Себежском районе Псковской области России. Входит в состав городского поселения Идрица.

## География
Находится на юго-западе региона, в центральной части района, фактически слившись с деревней Лопухи.
Уличная сеть не развита.

## История
В 1802—1924 годах земли поселения Гришина входили в Себежский уезд Витебской губернии.
В 1941—1944 гг. местность находилась под фашистской оккупацией войсками Гитлеровской Германии.
До 1995 года деревня входила в Мостищенский сельсовет. Постановлением Псковского областного Собрания депутатов от 26 января 1995 года все сельсоветы в Псковской области были переименованы в волости и деревня стала частью Мостищенской волости.
В 2015 году Мостищенская волость, вместе с населёнными пунктами, была влита в состав городского поселения Идрица.

## Население
| 2001 | 2002 | 2010 |
| ---- | ---- | ---- |
| 11   | ↗17  | ↘9   |

Согласно результатам переписи 2002 года, в национальной структуре населения русские составляли 94 % от общей численности в 17 чел..

## Инфраструктура
Личное подсобное хозяйство.

## Транспорт
Стоит на автодороге регионального значения «Толкачево — Себеж — Заситино»(идентификационный номер 58 ОП РЗ 58К-563). Остановка общественного транспорта «Лопухи». На сентябрь 2020 ходит автобусный маршрут 808 из города Себеж.